# Portmeirion
Le village de Portmeirion est composé d'un ensemble d'édifices remarquables construits entre 1925 et 1978 par l'architecte Sir Clough Williams-Ellis. Il se situe sur la côte de Snowdonia, dans le Gwynedd, au nord-ouest du pays de Galles, et se caractérise par une architecture italienne. Si vous voulez le visiter il faudra payer. Renseignez vous  des tarifs sur le site Web et pensez à réserver en avance également.
Il est célèbre pour avoir servi de décor à la série Le Prisonnier et à deux épisodes de la série Destination Danger (Danger Man, en version originale) : Le paysage qui accuse et Enterrons les morts.
Sir Clough Williams-Ellis nia toujours avoir cherché à reproduire la petite ville italienne de Portofino. Il prétendit s'être simplement inspiré de l'atmosphère des villes méditerranéennes. Il reconnaissait cependant la forte influence de ce petit village qu'il qualifiait lui-même de « parfait exemple d'ornement que l'homme a su ajouter à un site exquis ».

## Lieu de tournage
Des scènes extérieures de séries télévisées et de films ont été tournées à Portmeirion, décrivant souvent le village comme un lieu européen exotique, ainsi dans l'épisode Danger Man de 1960, intitulé "View from the Villa" avec Patrick McGoohan, l'histoire de Doctor Who de 1976 intitulée "Le masque de Mandragora", se déroulant dans la Renaissance italienne et un épisode de Citizen Smith dans lequel le héros éponyme visite Rimini. En 2002, des scènes y ont été filmées pour le dernier épisode (de l'époque) de la série télévisée Cold Feet. La ville de Wiggyville dans la série britannique Cbeebies Gigglebiz est également tournée à Portmeirion.
Portmeirion a aussi été le lieu de tournage de vidéos musicales et de concerts. Le groupe Siouxsie and the Banshees a utilisé Portmeirion comme cadre de son clip vidéo de 1987 pour The Passenger (reprise de la chanson d'Iggy Pop).

### Le prisonnier

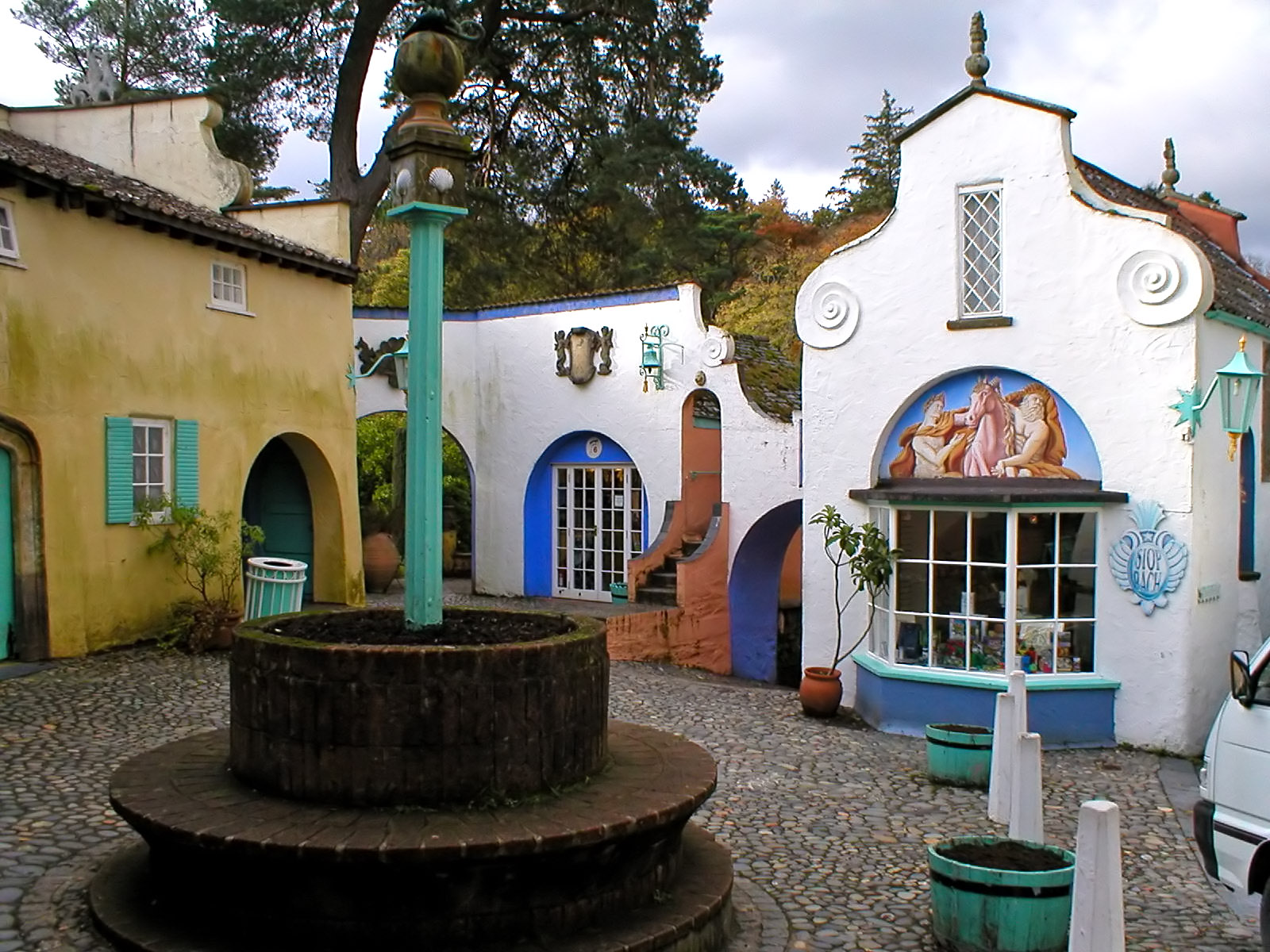
Battery Square et sa boutique de souvenirs

En 1966-1967, Patrick McGoohan retourna à Portmeirion pour filmer The Prisoner, un drame d’espionnage surréaliste dans lequel Portmeirion joue le rôle principal dans The Village, où l'agent de renseignement à la retraite joué par McGoohan, connu sous le nom de "Numéro 6", est incarcéré et interrogé dans un cadre agréable. À la demande de Williams-Ellis, Portmeirion n'a pas été identifié à l'écran comme lieu de tournage jusqu'au générique du dernier épisode de la série. Par la suite, Williams-Ellis a déclaré que l'imposition d'un droit d'entrée était un stratagème délibéré visant à empêcher le village d'être gâté par le surpeuplement. La série, diffusée sur ITV au Royaume-Uni à l'automne 1967 et sur CBS aux États-Unis à l’été 1968, est devenue un classique culte, dont les fans continuent de se rendre à Portmeirion, qui accueille chaque année les conventions des fans du Prisonnier. Le bâtiment qui servait de résidence au personnage principal de la série fait actuellement office de boutique de souvenirs. Beaucoup de lieux utilisés dans The Prisoner sont pratiquement inchangés après plus de 50 ans.
Portmeirion a ensuite été utilisé comme lieu de tournage d'un certain nombre d'hommages à la série, allant de sketches comiques à un épisode de la série documentaire de la BBC The Celts, qui recréait des scènes de The Prisoner.

## Architecture

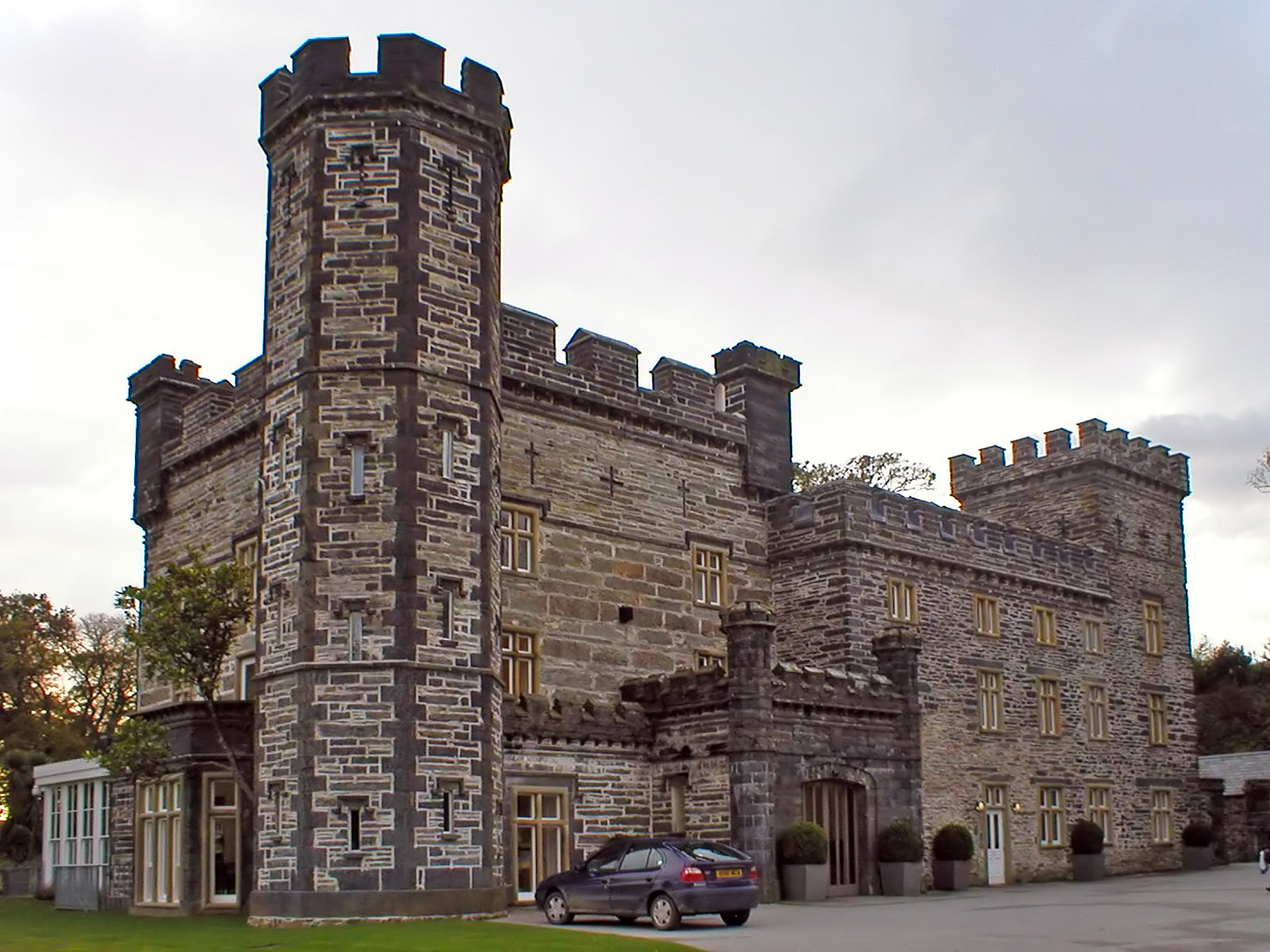
Castell Deudraeth

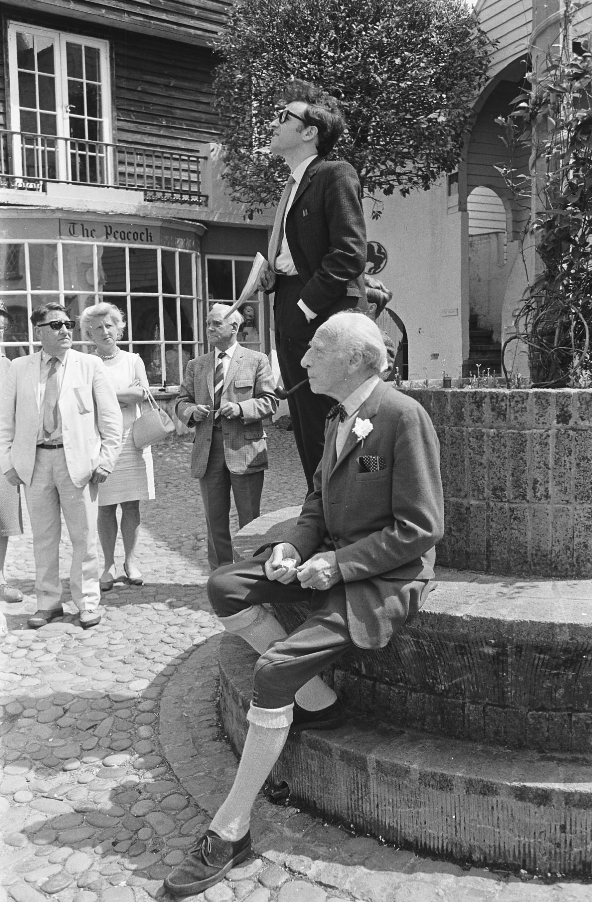
Sir Clough Williams-Ellis à Portmeirion, en 1969.

Le critique d'architecture Lewis Mumford a consacré une grande partie d'un chapitre de son livre de 1964, The Highway and the City, à Portmeirion, qu'il décrit comme :
« un petit village moderne astucieux et ludique, conçu comme un tout et une fantastique collection de reliques architecturales et de fantasmes modernes et espiègles. En tant qu'architecte, Williams-Ellis est également à l'aise dans le monde ancien et traditionnel de l'austère campagne galloise et dans le nouveau monde autrefois courageux de l'architecture moderne. Mais il a compris, plus tôt que la plupart de ses contemporains de l’architecture, à quel point les formes modernes peuvent devenir plus contraignantes et desséchées lorsque l’architecte accorde plus d’attention à la formule mécanique ou à l’exploitation de certains matériaux nouvellement fabriqués qu’aux résultats humains visibles. En un sens, Portmeirion est une réaction gaie, délibérément irresponsable contre les stérilités monotones de l’architecture moderne ».
Mumford a qualifié l'architecture à la fois romantique et pittoresque de forme baroque, sur un ton humoristique. Il a décrit l'effet produit comme relaxant et souvent enchanteur avec des absurdités espiègles, délicates et humaines, faisant du village un soulagement heureux des irrationalités rigides et des folies calculées du monde moderne.

## Galerie

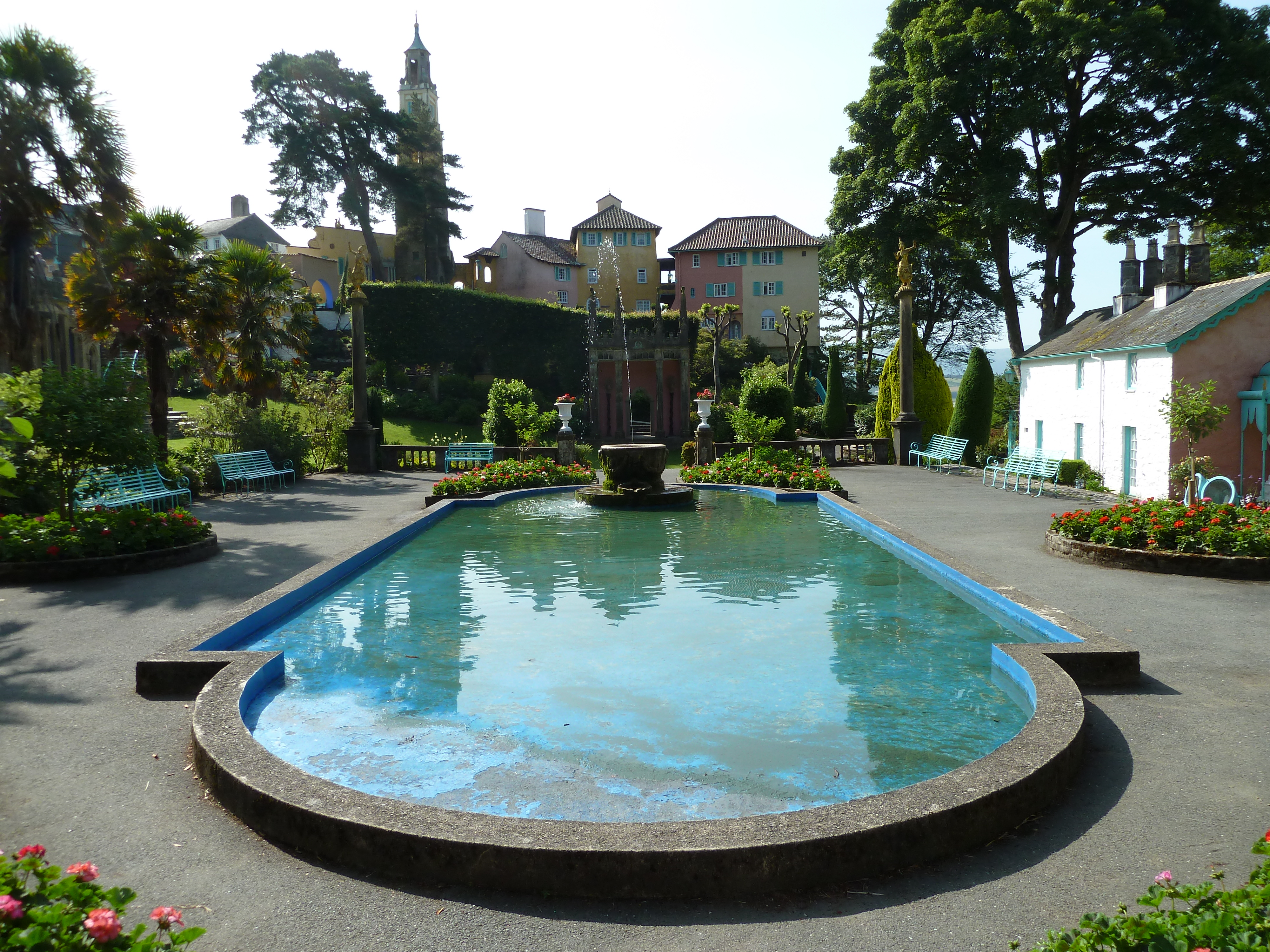
Central Piazza
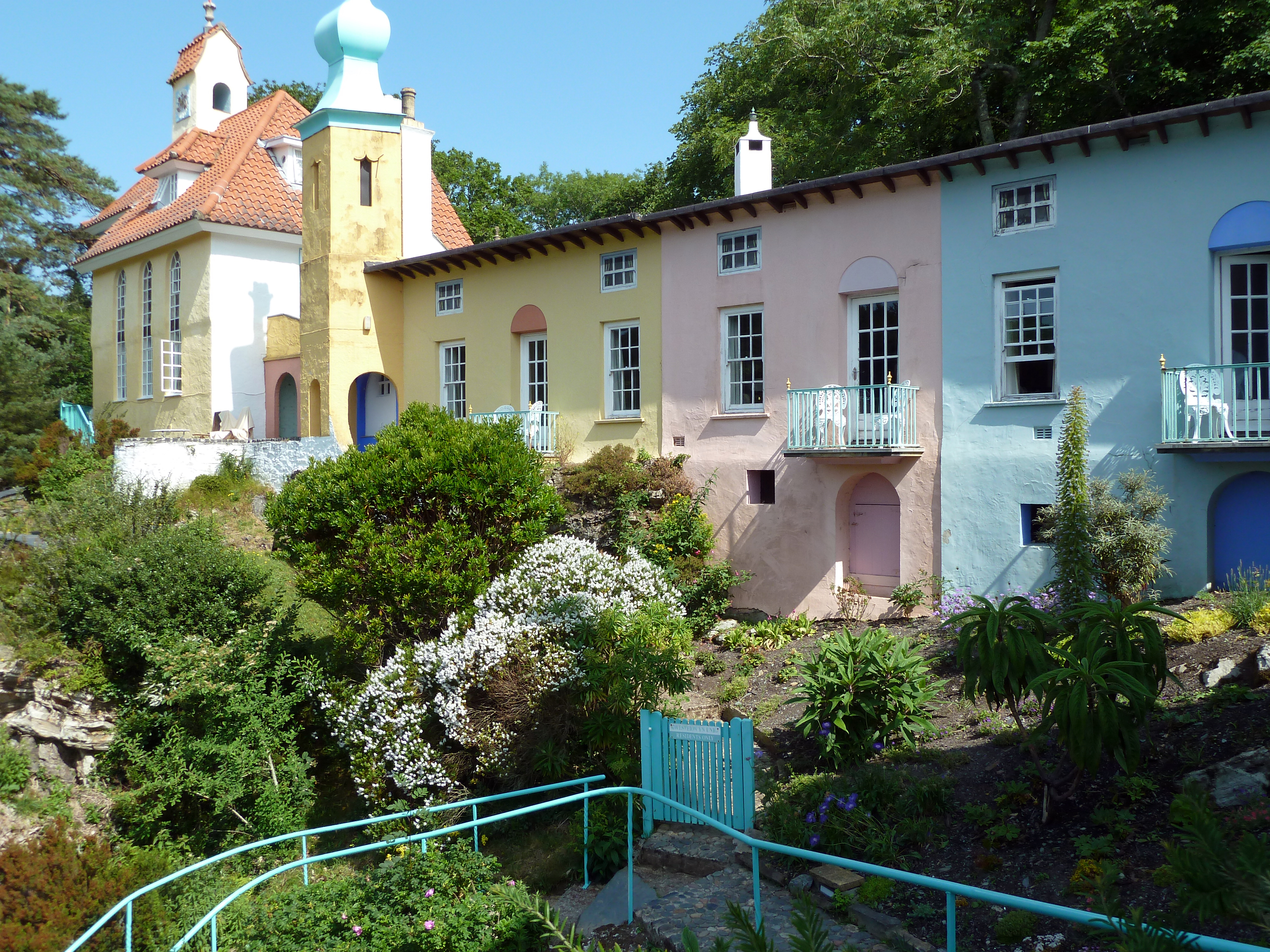
Chantray Row
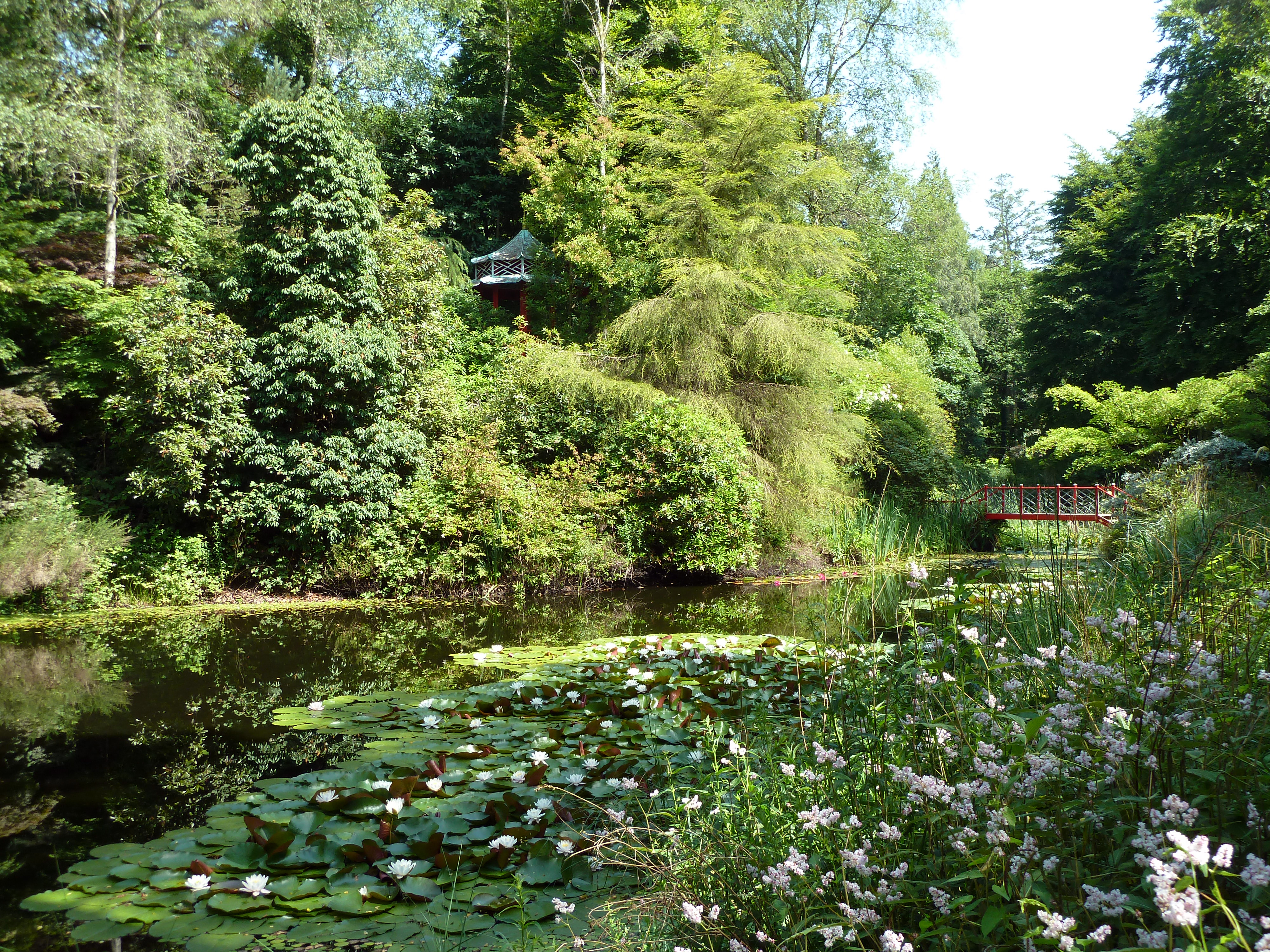
Pont chinois et Pagode
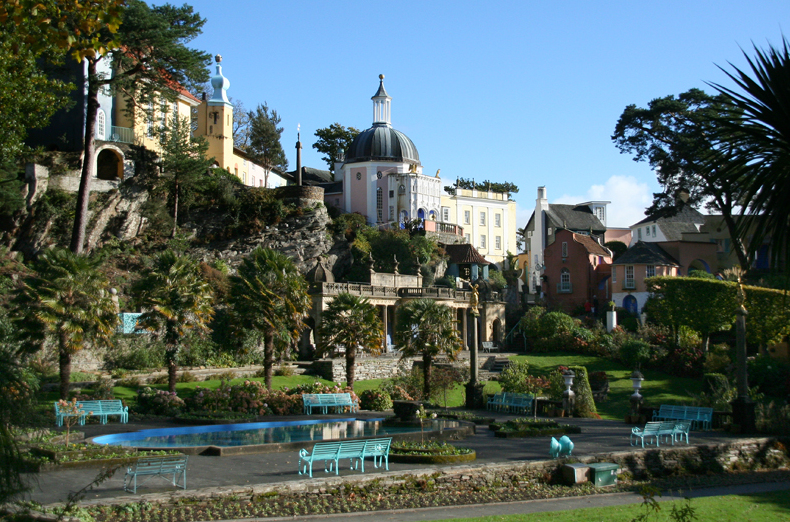
Vue de Central Piazza
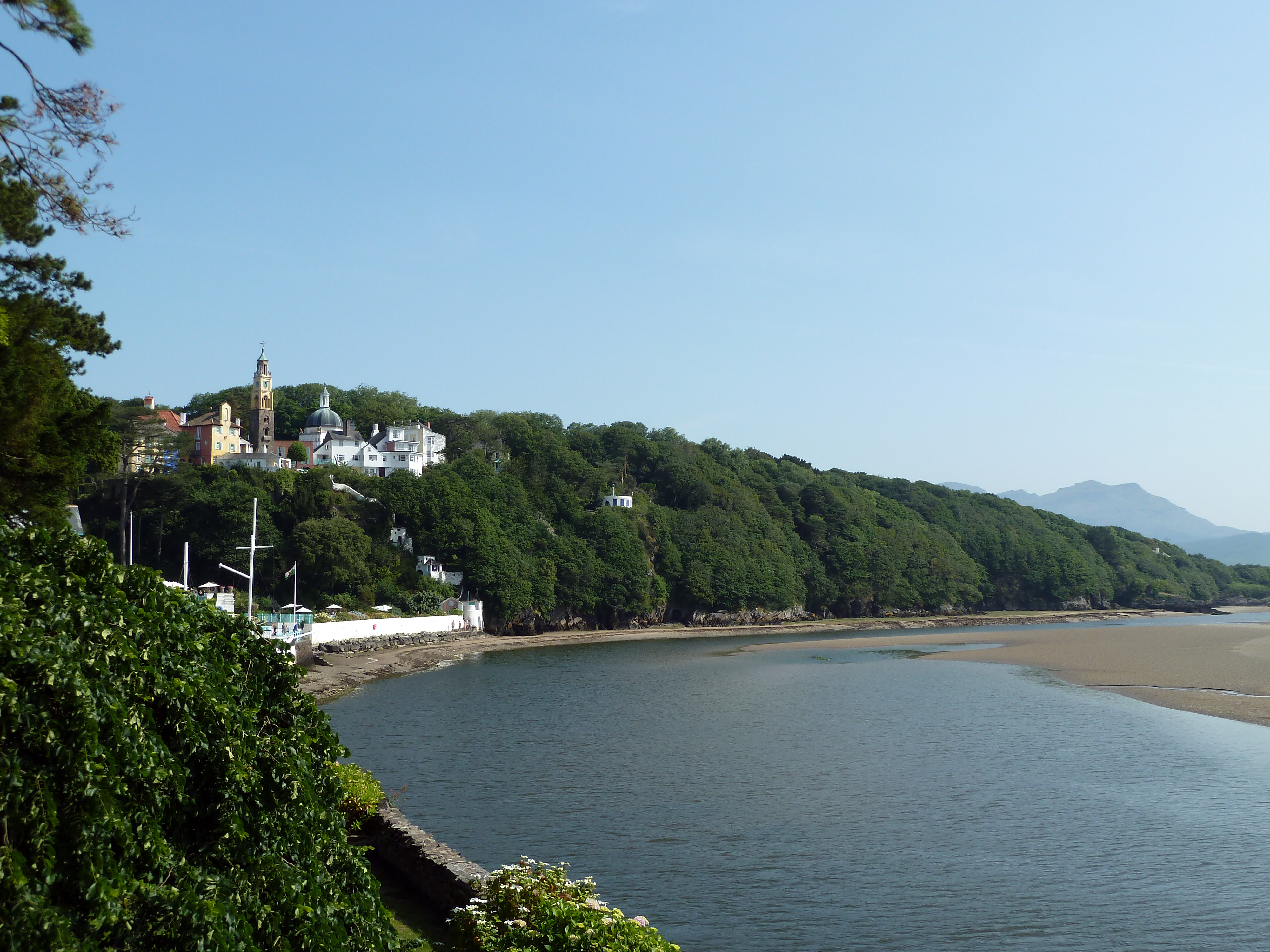
Estuaire rivière Dwyryd
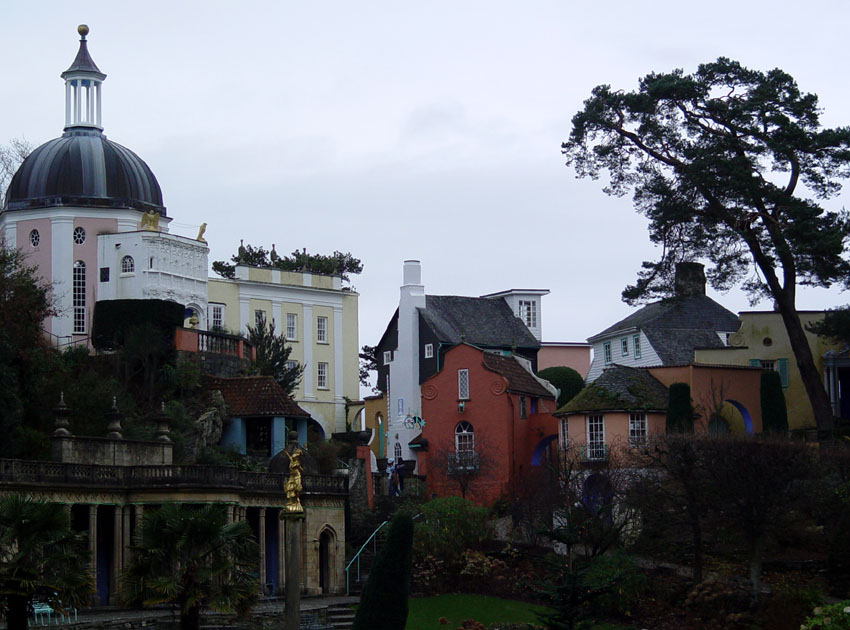
Panthéon
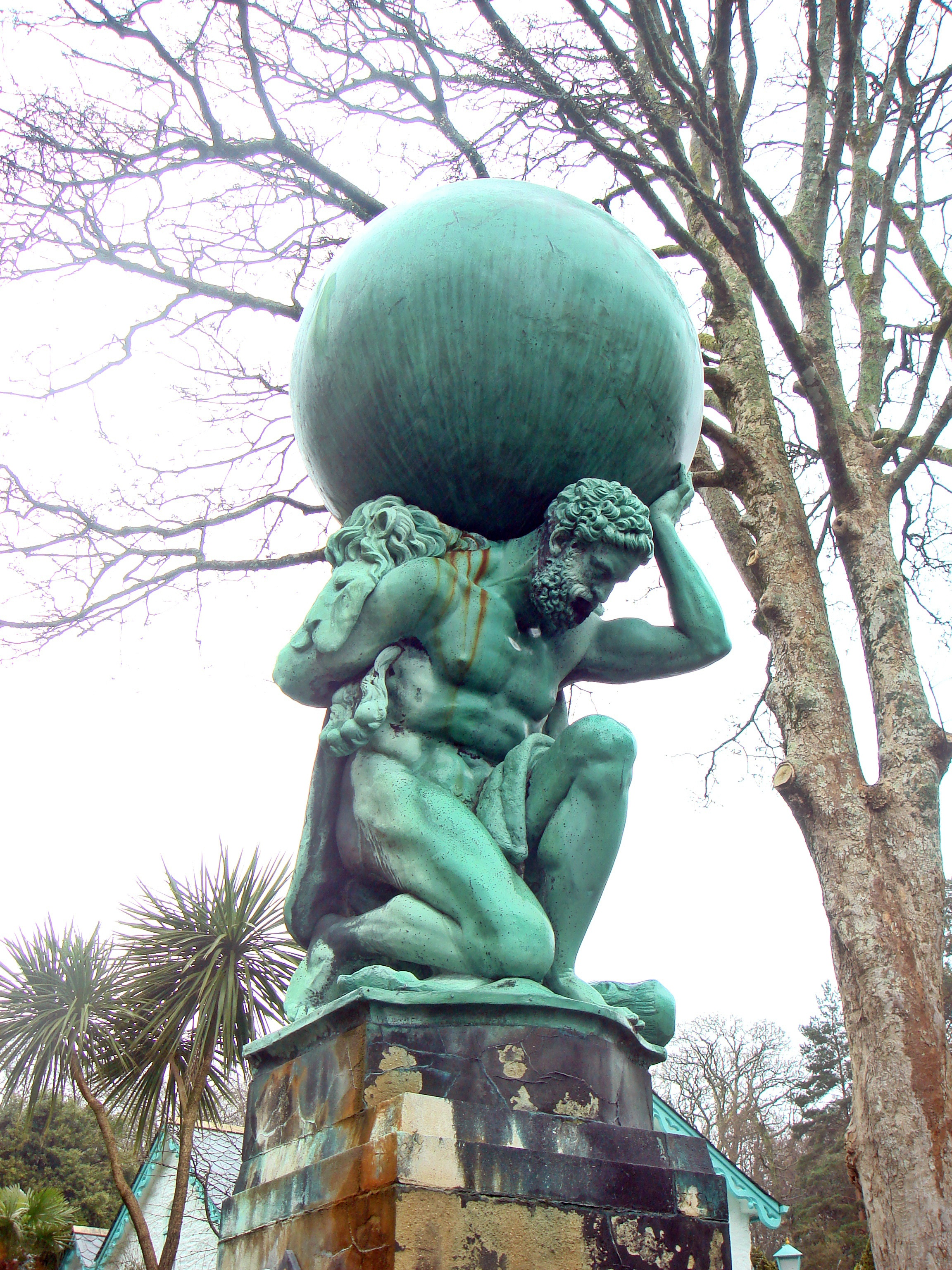
Bronze de W.Brodie (en).
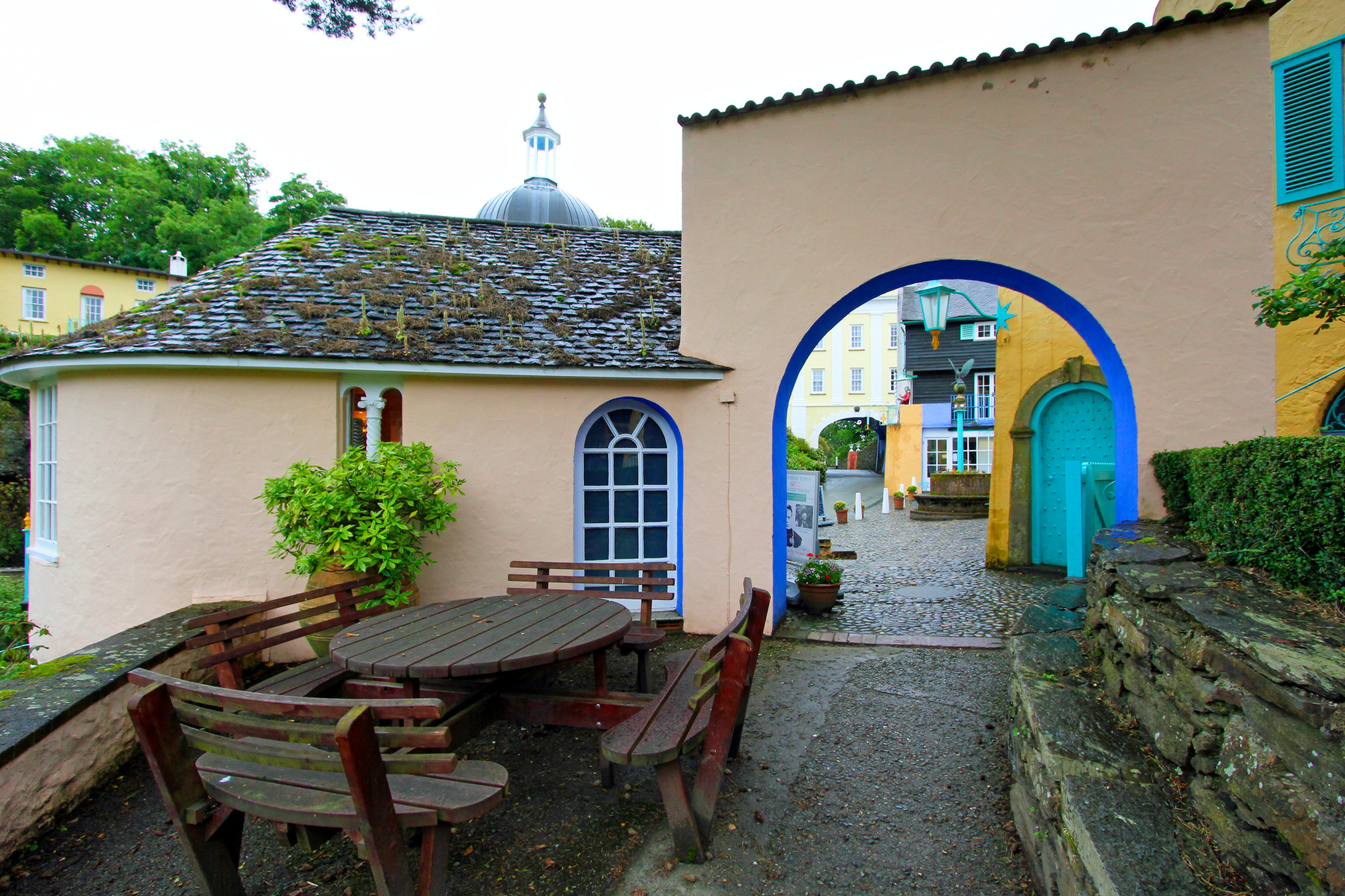
La maison du numéro 6 dans la série "Le Prisonnier" originale

### Liens externes

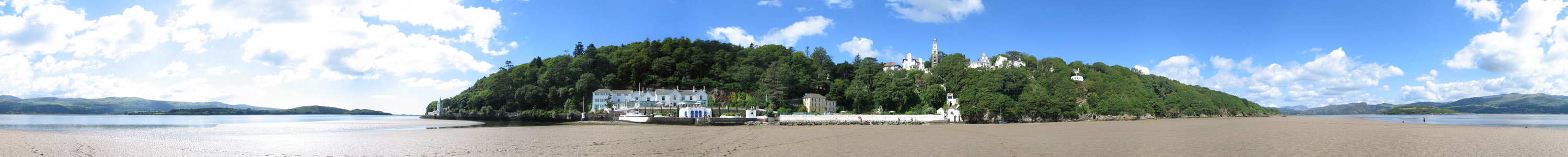
Vue panoramique de Portmeirion

## Sources et références
1. ↑  « The Welsh Connection: 5 Factoids about the Doctor and Wales », BBC,‎ 1er mars 2015 (lire en ligne, consulté le 1er mars 2015).
2. ↑  « Portmeirion hosts Cold Feet finale », sur BBC News, 11 mars 2003 (consulté le 17 septembre 2007).
3. ↑  « Number's not up for The Prisoner », sur BBC News, 3 septembre 1998 (consulté le 12 octobre 2010).
4. 1 2  Mumford, Lewis. "From Crochet Castle to Arthur's Seat" (1962) in The Highway and the City New York: New American Library, 1964